# فرودگاه نیورو
 فرودگاه نیورو (به انگلیسی: Nioro Airport) یک فرودگاه با کد یاتا NIX است . این فرودگاه در کشور مالی قرار دارد .